# Pepita Samper
Pepita Samper (1908 – 1996) è stata una modella spagnola, eletta Miss Spagna nel 1929.

## Biografia
Nata nei primi anni del XX secolo, è stata eletta Miss Spagna il 25 gennaio del 1929 a Valencia. Si trattava della prima competizione simile per quanto riguarda lo stato spagnolo. Avevano partecipato venti concorrenti. La ragazza al momento dell'incoronazione aveva 21 anni e studiava pianoforte. All'epoca il titolo era conosciuto anche con il nome di «Señorita España» (signorina Spagna).
La giuria dell'epoca era presieduta da Torcuato Luca de Tena, fondatore del quotidiano ABC e fra i vari membri vi erano il pittore Manuel Benedito e lo scultore Mariano Benlliure.
La sua carriera venne interrotta da un lutto, e decise di ritirarsi dalle competizioni di bellezza. Ebbe una lettera di complimenti da Alfonso XIII di Spagna. Morirà nel 1996.